# Kajmanka ostronosá
Kajmanka ostronosá (Chelydra acutirostris) je druh želvy z čeledi Chelydridae. Tento druh, který je endemit Střední a Jižní Ameriky, byl dříve považován za poddruh druhu Chelydra serpentina. Dosud nebyl objeven nějaký poddruh tohoto druhu.

## Výskyt
Kajmanka ostronosá se vyskytuje v Hondurasu, Nikaragui, Kostarice, Panamě, Kolumbii, Ekvádoru a Peru.
Do Jižní Ameriky se dostala při Velké americké výměně, migraci živočišných společenstev Severní a Jižní Ameriky po vytvoření Panamské šíje před zhruba 3 miliony lety.